# A Night in Monte-Carlo
Albums de Marcus Miller
Panther
(2008) Renaissance
(2011)
A Night in Monte-Carlo est un album live de Marcus Miller paru en 2010.
Il est enregistré le 29 novembre 2008 lors du Monte-Carlo Jazz Festival. Marcus Miller est accompagné par le trompettiste Roy Hargrove, le guitariste Raul Midón ainsi que l'Orchestre philharmonique de Monte-Carlo.

## Musiciens
| Musicien                                | Instrument    |  | Équipe technique |            |
| --------------------------------------- | ------------- |  | ---------------- | ---------- |
| Marcus Miller                           | guitare basse |  | Marcus Miller    | producteur |
| Roy Hargrove                            | trompette     |  |                  |            |
| Raul Midón                              | guitare       |  |                  |            |
| Orchestre philharmonique de Monte-Carlo | orchestre     |  |                  |            |

## Morceaux
| N° | Titre                                    | Compositeur                                   | Durée |
| -- | ---------------------------------------- | --------------------------------------------- | ----- |
| 1. | Blast!                                   | Marcus Miller                                 | 7:52  |
| 2. | So What                                  | Miles Davis                                   | 7:34  |
| 3. | State of Mind                            | Raul Midón                                    | 6:21  |
| 4. | I Loves You Porgy                        | George Gershwin, Ira Gershwin, DuBose Heyward | 7:00  |
| 5. | Amandla                                  | Marcus Miller                                 | 8:34  |
| 6. | I'm Glad There Is You                    | Jimmy Dorsey, Paul Mertz                      | 5:57  |
| 7. | O Mio Babbino Caro/Mas Que Nada (medley) | Jorge Ben, Giacomo Puccini                    | 7:09  |
| 8. | Your Amazing Grace                       | Marcus Miller                                 | 6:49  |
| 9. | Strange Fruit                            | Lewis Allan                                   | 5:49  |

## Réception
Sur AllMusic, Alex Henderson écrit qu'il « ne recommande pas cet album aux puristes du jazz ; c'est principalement du jazz mais avec du rock, du funk et du hip-hop » et ajoute que les amateurs de jazz fusion apprécieront davantage.